# The Modern Sound of Betty Carter
The Modern Sound of Betty Carter è un album in studio della cantante jazz statunitense Betty Carter, pubblicato nel 1960.

## Tracce
1. What a Little Moonlight Can Do (Harry M. Woods) – 2:06
2. There's No You (Tom Adair, George Durgom, Hal Hopper) – 3:11
3. I Don't Want to Set the World on Fire (Bennie Benjamin, Eddie Durham, Sol Marcus, Eddie Seiler) – 2:24
4. Remember (Irving Berlin) – 2:24
5. My Reverie (Larry Clinton) – 2:50
6. Mean to Me (Fred E. Ahlert, Roy Turk) – 2:06
7. Don't Weep for the Lady (Darshan Singh) – 3:02
8. Jazz (Ain't Nothin' but Soul) (Norman Mapp) – 1:58
9. For You (Joe Burke, Al Dubin) – 2:21
10. Stormy Weather (Harold Arlen, Ted Koehler) – 3:24
11. At Sundown (Walter Donaldson) – 2:44
12. On the Alamo (Isham Jones, Gus Kahn) – 1:56